# Bell 360 Invictus
Bell 360 Invictus je projekt průzkumného a bitevního vrtulníku vyvíjený americkou společností Bell Helicopter Textron v rámci modernizačního programu americké armády Future Attack Reconnaissance Aircraft (FARA).

## Vznik a vývoj
Vrtulník Bell 360 je vyvíjen v rámci amerického armádního modernizačního programu FARA. Vítězný stroj bude náhradou za stávající průzkumně-bojové vrtulníky Bell OH-58D Kiowa Warrior. Plánována je stavba stovek kusů. Požadován je stroj s hmotností 6 350 kg, cestovní rychlostí nejméně 180 uzlů (330 km/h) a maximální rychlostí nejméně 200 uzlů (370 km/h). Nový vrtulník musí být schopen operovat na moderním bojišti, včetně městských aglomerací. Proto je kladen důraz na kompaktní rozměry, vysokou cestovní rychlost, výkonné senzory, schopnost spolupráce s drony a novou generací výzbroje. Nejprve bylo vybráno pět počátečních návrhů (AVX Aircraft + L3 Harris, Bell, Boeing, Karem Aircraft a Sikorsky), které získaly po 15 milionech dolarů na další rozpracování. Roku 2020 byly pro podrobné rozpracování vybrány projekty Bell 360 a Sikorsky Raider X (vycházející z technologického demonstrátoru Sikorsky S-97). Obě společnosti pak získaly prostředky na stavbu prototypů pro porovnávací zkoušky. Bell získal 700 milionů dolarů a Sikorsky 940 milionů dolarů. V jeho případě je částka vyšší, neboť jeho projekt je technologicky náročnější. Jejich hlavním úkolem je vyhledávání a zaměřování pozic protivníka a v případě nutnosti jeho zničení vlastními zbraněmi. Program FARA není prvním pokusem o vývoj náhrady OH-58, neboť v 90. letech byl vyvíjen technologicky pokročilý stealth typ Boeing/Sikorsky RAH-66 Comanche. Tento program však byl zrušen kvůli technologické složitosti a s tím souvisejícím stoupajícím vývojovým nákladům. Zahájení testování prototypů soutěžících v programu FARA bylo plánováno na konec roku 2022. Prototyp vrtulníku Bell 360 byl v lednu roku 2023 dokončen z 95 % a čekal na dodání motoru. Pozemní testy vrtulníku mají proběhnout v březnu roku 2023. Během roku 2023 má také dojít k zahájení porovnávacích zkoušek. Vítězný vrtulník má být do služby přijat roku 2028.

## Konstrukce
Vrtulník má klasickou koncepci s jedním čtyřlistým kompozitním hlavním rotorem a zadním vyrovnávacím rotorem. Vyrovnávací rotor je nakloněn o 20°. Velké postranní aerodynamické plochy zlepšují stabilitu vrtulníku a lze je využít k podvěšení výzbroje. Pro usnadnění vývoje a snížení vývojových rizik široce využívá osvědčené a vyzrálé technologie, zejména z civilního typu Bell 525 Relentless. Vrtulník má pohánět v rámci programu Improved Turbine Engine Program (ITEP) vyvíjený turbohřídelový motor General Electric T901 o maximálním výkonu 2 237 kW (3 000 hp). Vpravo od něj je uložen pomocný turbo-hřídelový motor Pratt & Whitney Canada PW200D1 o výkonu 450 kW. Pomocný motor slouží ke startování, výrobě elektrické energie a zvýšení výkonů v mezních letových režimech. Hlavní výzbrojí vrtulníku je trojhlavňový rotační 20mm kanon XM915. Další výzbroj bude umístěna v krytých zbraňových šachtách, popřípadě na závěsnících pod pomocnými křídly.

## Specifikace (Bell 360)

### Technické údaje
- Osádka: 2
- Pohonné jednotky: 1× turbohřídelový motor General Electric T901, 1× turbohřídelový motor Pratt & Whitney Canada PW200D1
- Výkon pohonné jednotky: 2 237 kW (3000 hp) + 450 kW

### Výkony
- Maximální rychlost: 330 km/h (očekávaná)